# Sepultura (banda)
Sepultura es una banda brasileña de thrash metal formada en 1984 en Belo Horizonte por los hermanos Max (guitarra y voz) e Igor Cavalera (batería). Está considerado por varias publicaciones como el grupo de heavy metal más exitoso de Brasil y uno de los más influyentes de dicho género en todo el mundo, aunque su música se orientaría originalmente al thrash, death y groove metal y posteriormente al hardcore, metal alternativo, nu metal y metal industrial.
Formada en el contexto de la represión policial que marcó los últimos años de la dictadura militar brasileña, Sepultura ha disfrutado de éxito internacional desde finales de la década de 1980 con un estilo principalmente orientado hacia el thrash metal gracias a trabajos como Arise (1991) Chaos A.D. (1993) o Roots (1996).
El fundador y principal compositor del conjunto, Max Cavalera, dejó la agrupación abruptamente en 1996 como resultado de desacuerdos personales y posteriormente fundó Soulfly. Su hermano Igor hizo lo mismo en 2006 y ambos volvieron a unirse en el proyecto Cavalera Conspiracy. La formación actual de Sepultura está integrada por el bajista Paulo Jr. —el único integrante original que continúa en la banda—, el guitarrista Andreas Kisser, el vocalista estadounidense Derrick Green y el batería Greyson Nekrutman. El grupo ha publicado quince álbumes de estudio que les ha permitido vender más de veinte millones de copias en todo el mundo hacia 2014.

## Historia

### Formación (1984)
La formación de Sepultura tuvo lugar en 1984 en Belo Horizonte, capital del estado de Minas Gerais, en Brasil. Sus dos fundadores fueron los hermanos Max e Igor Cavalera, hijos de una modelo llamada Vânia y del diplomático italiano Graciliano Cavalera, cuya repentina muerte por un ataque al corazón dejó a la familia sin recursos financieros. Tras el fallecimiento de su padre, Max se interesó por su colección de vinilos para saber cual era la música que le gustaba y allí encontró el cuarto álbum de Led Zeppelin y el primero de Black Sabbath.
A finales de ese mismo año, los dos hermanos optaron por abandonar sus estudios y dedicarse por completo a la música. Después de varios cambios iniciales, la formación quedó establecida con Max como guitarrista, Igor a la batería, el bajista Paulo Jr. y el vocalista Wagner Lamounier. Debido a desacuerdos artísticos, este último abandonó el conjunto para fundar Sarcófago, por lo que Max pasó a ser también el vocalista y Jairo Guedz se convirtió en su nuevo guitarrista.

### Bestial DevastationyMorbid Visions(1985-1986)

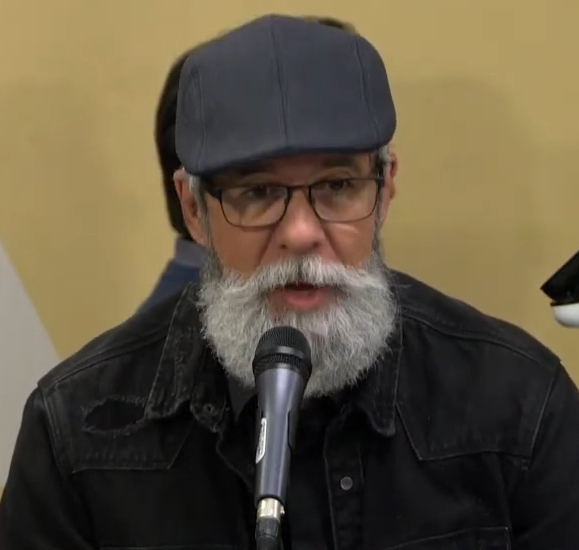
Jairo Guedz permanecería en la banda hasta la publicación de Morbid Visions.

A lo largo de 1985, Sepultura participó en varios festivales locales y firmó un contrato con el sello discográfico Cogumelo. Su primer EP, titulado Bestial Devastation y grabado en solo dos días en un estudio improvisado, salió a la venta en diciembre conjuntamente con Século XX de Overdose. A pesar de su mala calidad, debido a la sobresaturación de los amplificadores, el EP permitió al grupo ser conocido en Brasil y grabar Morbid Visions en agosto de 1986. Aunque en esos momentos su fama se limitaba únicamente a su país de origen, debido a que sus dos primeros trabajos no fueron publicados en el resto del mundo, el hecho de ejercer de telonera de Venom en Belo Horizonte y componer temas como «Troops of Doom» ayudaron a aumentar su popularidad. Tras el lanzamiento de su álbum debut, el conjunto decidió trasladarse a São Paulo, la ciudad más grande de Brasil, para avanzar en su carrera.
La banda fue una de las primeras en su nación en fusionar death y black metal junto a Sarcófago, liderada por Wagner Lamounier. Las dos formaciones, pioneras del heavy metal en Brasil, mantuvieron una rivalidad durante mucho tiempo: Originalmente los miembros de ambas agrupaciones eran amigos desde la infancia, pero la salida de Lamounier de Sepultura provocó una confrontación contra Max Cavalera. La situación no mejoraría con el tiempo, pues el batería D.D. Crazy rompería una botella en la cabeza del futuro guitarrista de Sepultura Andreas Kisser y en 2013, Max calificó a Lamounier como «un gilipollas, un mierda, por eso fue expulsado de la banda».

### SchizophreniayBeneath the Remains(1987-1990)

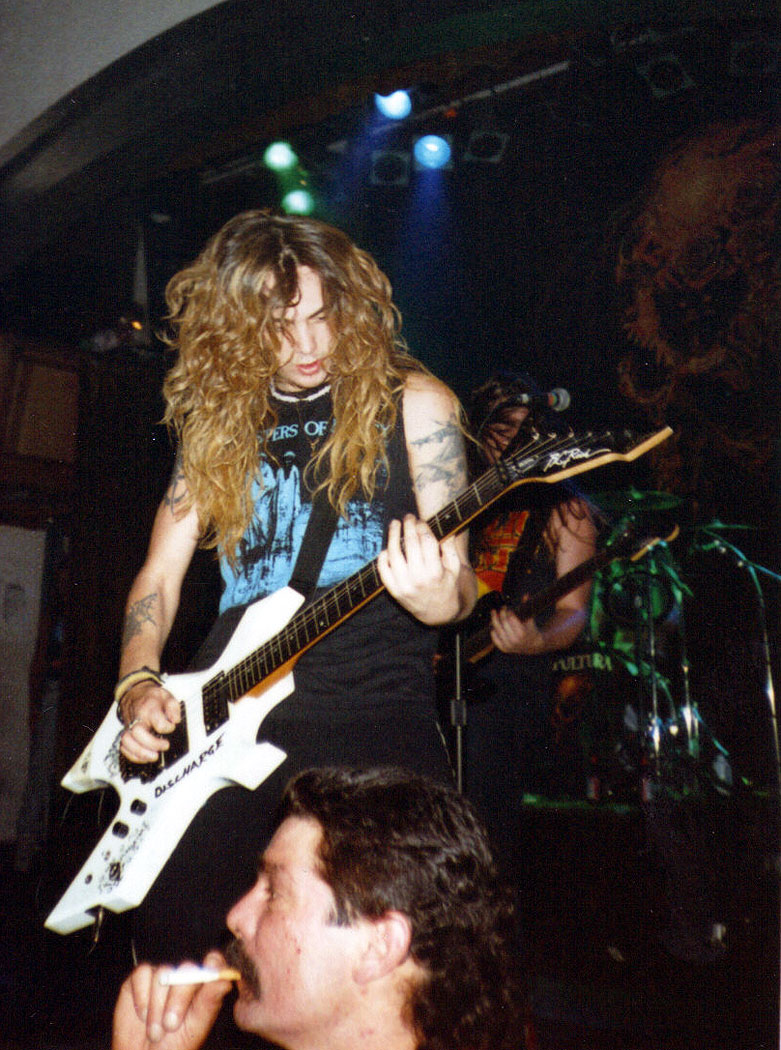
Max Cavalera actuando en 1989 poco después del lanzamiento de Beneath the Remains.

Tras su primera gira en 1987, el guitarrista Jairo Guedz dejó el grupo al perder su interés por el death metal y le reemplazó el mencionado Andreas Kisser, originario de São Paulo, y que había trabajado como pipa de Max Cavalera. La experiencia del nuevo miembro contribuyó en gran medida a la evolución del estilo de la banda en su siguiente álbum de estudio, Schizophrenia, su primer trabajo grabado de manera profesional. Durante los meses siguientes, Sepultura realizó conciertos con audiencias de hasta 2000 personas y el disco llega a vender más de 10 000 copias, más que grupos extranjeros como Slayer o Anthrax.
El grupo envío varias cintas a los Estados Unidos y algunos de sus temas tuvieron difusión en emisoras de radio, a pesar de que muchas de ellas eran reacias a radiar thrash metal, debido a la oposición de los encargados de locales que no querían transmitir música demasiado violenta en sus establecimientos. En 1988, Max decidió viajar a los Estados Unidos con la intención de conocer productores después de entablar algunas relaciones en sus conciertos. El conjunto llamó la atención de la discográfica Roadrunner Records, cuyo director artístico, Monte Conner, le ofreció un contrato a largo plazo y la distribución de Schizophrenia a mayor escala sin haber visto antes a la banda actuar en directo. Tras firmar el acuerdo, el disco salió a la venta en Norteamérica y Europa donde cosechó buenas críticas.
La grabación del álbum Beneath the Remains tuvo lugar durante nueve noches, para aprovechar tarifas más baratas, en un estudio de mala calidad de Río de Janeiro. Debido a que los músicos no sabían hablar inglés tuvieron que comunicarse mediante un intérprete con el productor Scott Burns. La buena acogida del disco, que llegó a vender 600 000 copias en todo el mundo, permitió al grupo realizar su primera gira mundial y ser reconocido como uno de los más famosos exponentes del death metal. Su primera actuación en los Estados Unidos fue el 31 de octubre de 1989 en el Ritz de Nueva York, como acto de apertura del músico danés King Diamond. En 1990, la banda decidió mudarse a Phoenix, Arizona, y contratar como mánager a Gloria Bujnowski. La gira promocional del álbum terminaría en enero de 1991, tras un concierto en el festival Rock in Rio, en Río de Janeiro, ante más de 100 000 personas.

### AriseyChaos A.D.(1990-1995)
A lo largo de 1990, la agrupación grabó su cuarto trabajo de estudio, Arise, en los estudios Morrisound de Tampa, Florida. El álbum salió a la venta en abril de 1991 y contiene los sencillos «Dead Embryonic Cells» y «Arise», cuyos vídeos musicales el canal televisivo MTV prohibió por blasfemia. Su buena recepción permitió que el grupo realizara una gira mundial de dos años que incluyó dos conciertos con lleno absoluto en un estadio indonesio. El éxito internacional de Sepultura sirvió como referencia para conjuntos de países donde el heavy metal no tenía cabida en los medios de comunicación. Por esas fechas, la agrupación grabó una versión del tema de Motörhead «Orgasmatron», cuyo vídeo musical recibió el premio al mejor vídeo brasileño en la edición de 1991 de los MTV Video Music Award. En 1992, el grupo participó en otras dos giras, en una junto a Helmet y Ministry, y en la otra como telonero de Ozzy Osbourne y Alice in Chains. Ese mismo año, Max contrajo matrimonio con la gerente Gloria Bujnowski, casi el doble de años mayor que él.
Chaos A.D. fue publicado en 1993, con una temática lírica orientada hacia la denuncia social, especialmente en Brasil y que alcanzó el puesto 32 del Billboard 200, algo poco común para una banda de heavy metal extranjera. En 1994, la banda participó en uno de los principales festivales europeos de dicho género, el Monsters of Rock, realizado en Donington Park, Inglaterra. Ese mismo año, el vídeo musical de «Territory» obtuvo un galardón en los MTV Video Music Awards y Max Cavalera formó el proyecto de corta duración Nailbomb, con el cual publicó un único álbum de estudio y en el que participaron su hermano Igor y Kisser.

### Roots(1996-1997)
En marzo de 1996 salió a la venta Roots, la cima de la popularidad en la carrera del conjunto, el cual llegó a vender más de dos millones de copias en todo el mundo y se situó entre los cinco discos más vendidos en el Reino Unido. Este trabajo contó con la colaboración de músicos como Carlinhos Brown, DJ Lethal, Mike Patton o Jonathan Davis, entre otros, y parte de su grabación tuvo lugar en una reserva de indígenas Xavantes en el Mato Grosso. Según declaraciones posteriores de Max Cavalera, este fue el primer disco que grabó Paulo Jr., ya que anteriormente las pistas de bajo eran grabadas por él y por Kisser. El bajista confirmó esta afirmación y remarcó que Kisser le sustituyó en Schizophrenia y en Beneath The Remains, aunque destacó que «yo tuve que tocar en directo, que es el principal desafío».
El 17 de agosto de 1996, el grupo participó en el festival Monsters of Rock como un trío con Kisser como cantante. Solo unas horas antes de su actuación, Max recibió la noticia de que su hijastro, Dana Wells, había fallecido en un accidente automovilístico, lo que le obligó a abandonar el recinto y tomar un vuelo hacia los Estados Unidos. Tras el funeral de Wells, el vocalista regresó al conjunto para continuar la gira, sin embargo, pocos meses después los miembros restantes le anunciaron su decisión de despedir a Gloria Bujnowski, esposa de Max y madre del joven fallecido, como gerente de Sepultura. El mismo día de diciembre, tras un concierto en el Brixton Academy de Londres, Max anunció su renuncia voluntaria a sus compañeros, aunque no se haría oficial hasta comienzos de 1997 y posteriormente formaría el proyecto Soulfly.

### Against,NationyRoorback(1998-2005)

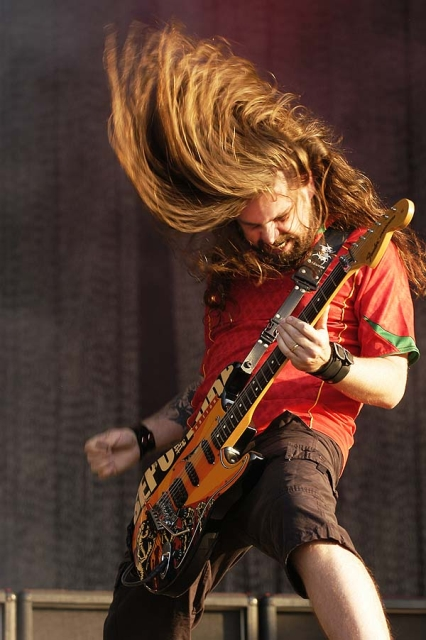
Kisser actuando en el Rock in Rio de 2004 en Lisboa.

Tras la salida de Max Cavalera, el público temió una separación definitiva del grupo, sin embargo, los tres miembros restantes anunciaron su decisión de continuar juntos. Tras una extensa búsqueda para buscar a un sustituto, la banda eligió como nuevo cantante a Derrick Green, natural de Cleveland, Ohio y que debutó con el disco, Against, que salió a la venta en octubre de 1998 y que recibió reseñas regulares por parte de la crítica musical. Por su parte, su recepción comercial fue peor que la de sus dos anteriores trabajos y vendió la mitad de copias que el álbum debut de Soulfly, el cual recibió además un disco de oro en los Estados Unidos.
Su siguiente disco, Nation, publicado en marzo de 2001, incluyó la colaboración del grupo finés de violonchelistas Apocalyptica, Jamey Jasta y nuevamente de Jello Biafra. Debido principalmente a la baja comercialización de su antecesor, el álbum apenas tuvo promoción, razón por la cual la agrupación decidió romper su contrato con Roadrunner Records. Por su parte, la discográfica aprovechó para lanzar el directo Under a Pale Grey Sky, que contiene el último concierto de Cavalera en el Brixton Academy. En 2003, la agrupación firmó un acuerdo con el sello SPV Records, que publicó el EP Revolusongs, que estuvo compuesto por versiones de bandas como Hellhammer, U2 o Public Enemy y el álbum de estudio Roorback, cuyas reseñas fueron variadas y sus ventas aún peores que las de las primeras obras con Green. Durante esa época, Sepultura aprovechó para actuar en países en los que la escena del heavy metal no estaba tan desarrollada como Nueva Zelanda o Indonesia, además en 2005 editó el directo Live in São Paulo.

### Dante XXIyA-Lex(2006-2010)

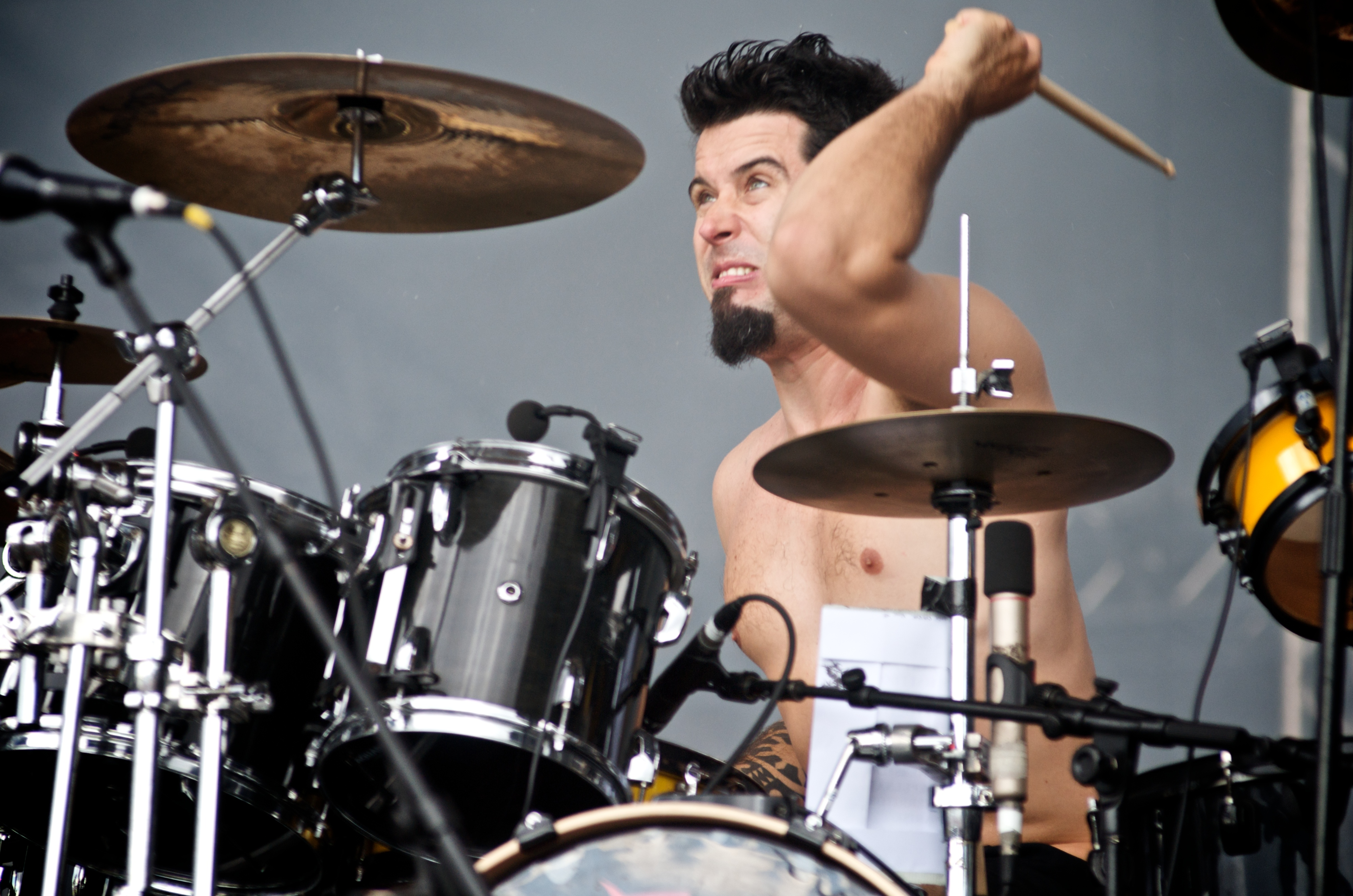
Jean Dolabella durante un concierto en São Paulo, en 2009.

El décimo trabajo de estudio de Sepultura fue un álbum conceptual inspirado en La Divina Comedia titulado Dante XXI y publicado en marzo de 2006. Al año siguiente, Max reveló en una entrevista que Igor y él habían hecho las paces después de casi una década y habló sobre una posible reunión con la banda, aunque este hecho no sucedió y esta vez el batería fue quien abandonó la formación debido a diferencias creativas y personales. Los dos hermanos, sin embargo, volvieron a juntarse y fundaron el proyecto Cavalera Conspiracy. A pesar de la salida de otro de los fundadores del grupo, Sepultura continuó su carrera con la colaboración de Roy Mayorga durante algunos conciertos y finalmente con la contratación de un nuevo batería, Jean Dolabella. Kisser declaró posteriormente que «a Igor ya no le atrae el metal, solo toca con Cavalera Conspiracy porque le gusta estar con Max».
En enero de 2009 salió a la venta A-Lex, un nuevo trabajo conceptual inspirado en la novela La naranja mecánica de Anthony Burgess y en la película homónima de Stanley Kubrick, y que supuso su primer disco grabado sin ninguno de los hermanos Cavalera. Tras su lanzamiento, Max criticó que a sus excompañeros no les gustaba la película y que en una ocasión en que la estaba mirando le comentaron: «¿Qué es esa mierda que estás viendo?». Durante su gira promocional, el conjunto tuvo la posibilidad de ejercer de telonero de Metallica en el estadio Morumbi de São Paulo los días 30 y 31 de enero de 2010, ante 100 000 personas.

### KairosyThe Mediator Between Head and Hands Must Be the Heart(2011-2015)

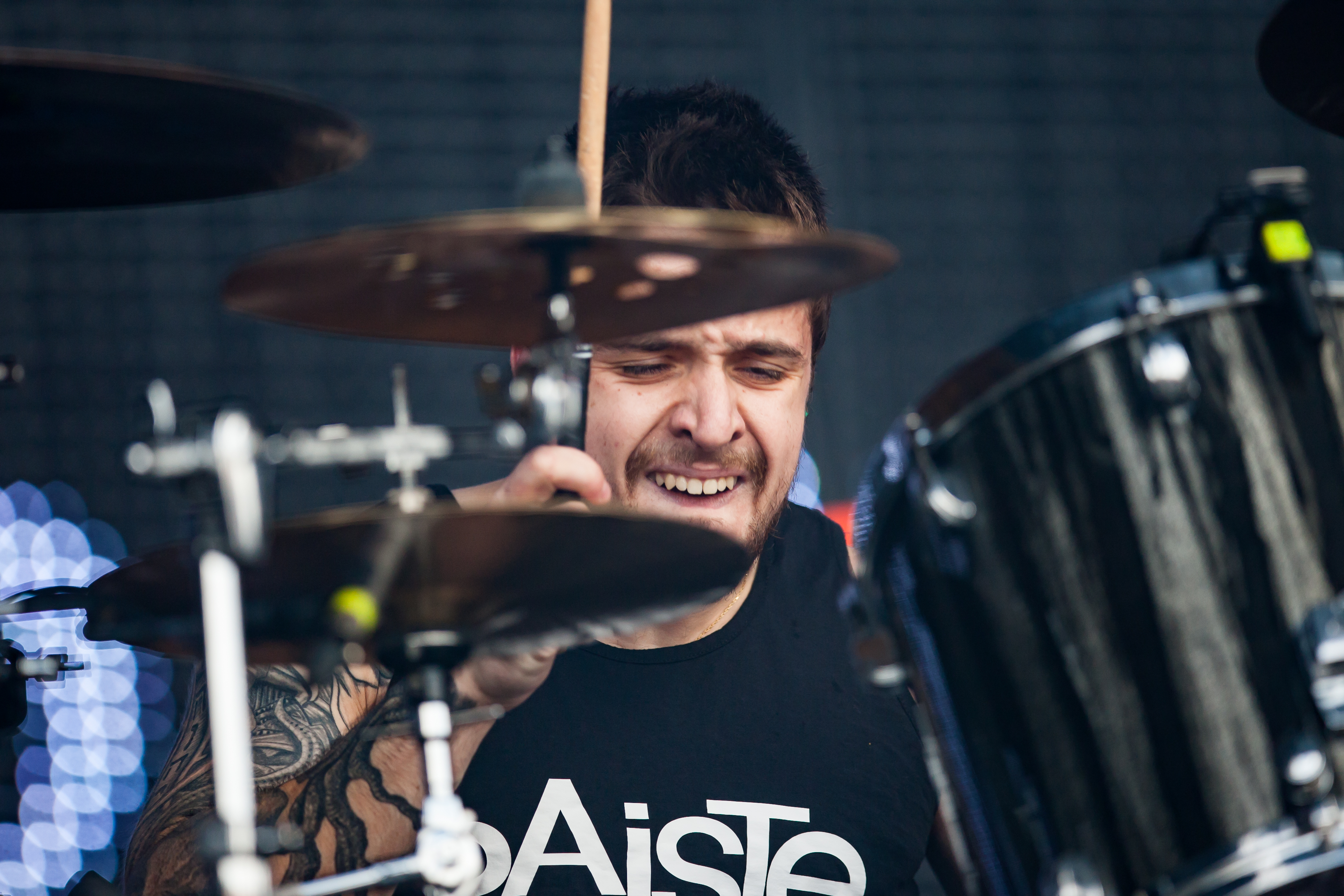
Eloy Casagrande actuando en el festival de Wacken de 2015.

En julio de 2010, la banda firmó un contrato con el sello discográfico Nuclear Blast, para la distribución de sus siguientes trabajos. A finales de ese año, el grupo comenzó a trabajar en su duodécimo álbum de estudio junto al productor Roy Z, que había trabajado con anterioridad con Judas Priest y Bruce Dickinson. El disco salió a la venta en junio de 2011 bajo el título Kairos e incluyó versiones de los temas «Just One Fix» de Ministry y «Firestarter» de The Prodigy. Tras su lanzamiento, el conjunto realizó una gira mundial que incluyó festivales como el Wacken Open Air o el Rock in Rio y durante la cual contó con la colaboración de la agrupación francesa Les Tambours du Bronx. En noviembre, Jean Dolabella abandonó la formación para concentrarse en otros proyectos y le reemplazó Eloy Casagrande, de apenas 20 años de edad.
En septiembre de 2013, el grupo volvió a tocar en el festival Rock in Rio, esta vez con la participación del artista de música popular brasileña Zé Ramalho. Al mes siguiente salió a la venta el álbum The Mediator Between Head and Hands Must Be the Heart, con Ross Robinson como productor, quien ya había ejercido esta labor en Roots y que contó con la colaboración del batería de Slayer, Dave Lombardo.

### Machine MessiahyQuadra(2016-2022)

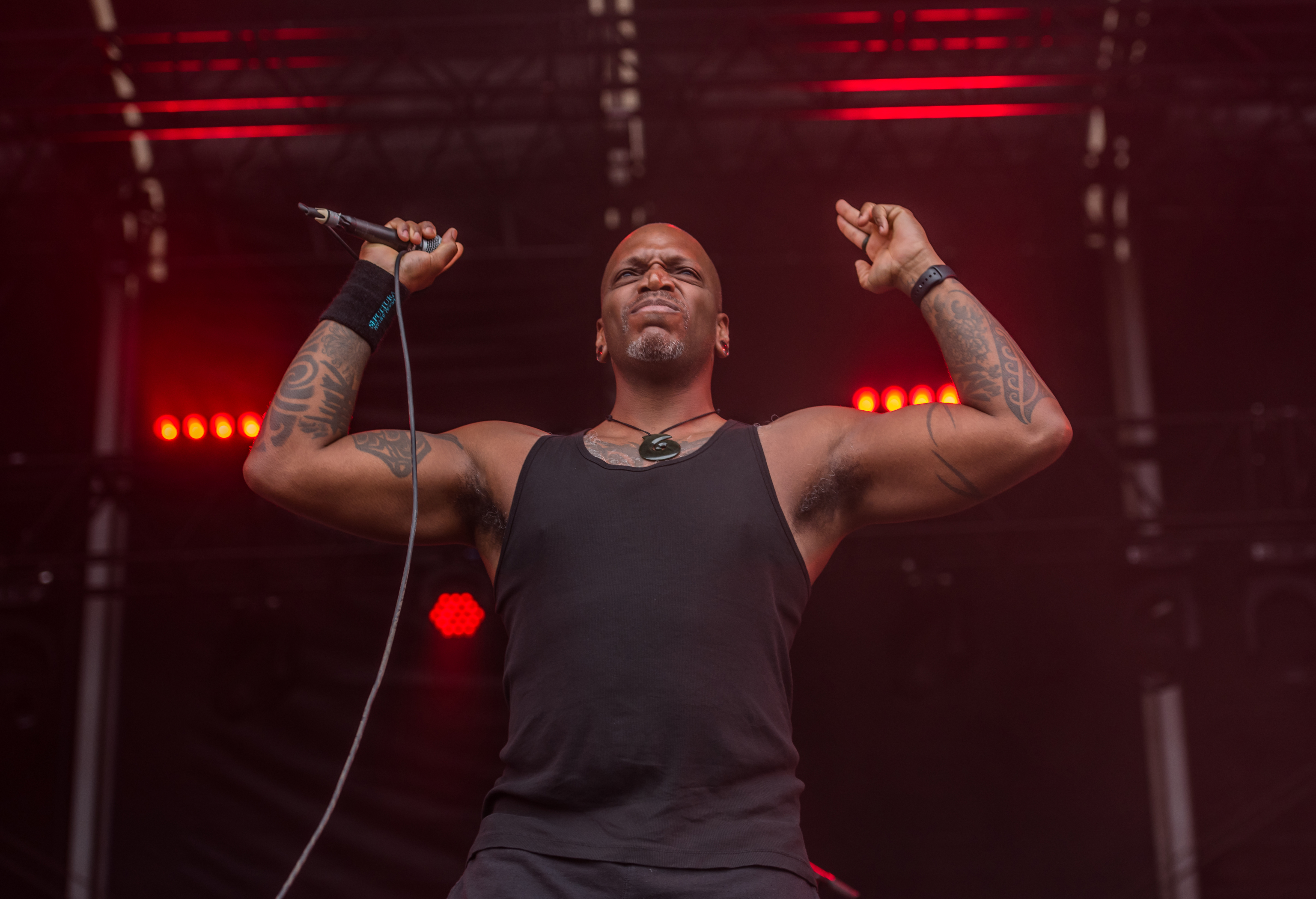
Derrick Green en un concierto en Alemania realizado en 2018.

En mayo de 2016, Sepultura comenzó la grabación de un nuevo trabajo de estudio con el productor Jens Bogren que sería publicado el 13 de enero de 2017 bajo el título de Machine Messiah. Para promocionarlo, la banda participó como acto de apertura de Kreator y Testament en sus respectivas giras por Europa y Norteamérica. En mayo de 2017 tuvo lugar el estreno del documental oficial Sepultura Endurance para el cual los hermanos Cavalera prohibieron el uso de las canciones grabadas antes de sus salidas del grupo, debido a que son propietarios de la mitad de los derechos. En el primer trimestre de 2018, el conjunto realizó una nueva gira promocional por Europa con Obscura, Goatwhore y Fit for an Autopsy.
En agosto de 2019, el cuarteto viajó a Suecia para realizar la grabación de un nuevo trabajo, Quadra, producido al igual que su antecesor por Bogren. Tras su lanzamiento, tuvo un éxito destacable en la lista de álbumes alemana, donde llegó a la quinta posición, la mejor en dicho país en su carrera. Sepultura anunció una nueva gira de promoción con Sacred Reich y Crowbar para la primavera de 2020, aunque debido a la pandemia de COVID-19 debió de ser suspendida. Durante la cuarentena, los músicos tocaron algunos de sus temas de manera telemática con integrantes de Megadeth, Anthrax, Motörhead y Testament, entre otras agrupaciones, y las publicó como un álbum bajo el título SepulQuarta en agosto de 2021.

### Gira de despedida (2023-actualidad)
En diciembre de 2023, la banda anunció que se embarcaría en una gira de despedida de 18 meses de duración que culminaría su carrera como banda cuarenta años después de su formación y a la que sus componentes calificaron como «una muerte consciente y planificada». Dos meses más tarde, Eloy Casagrande dejó la formación sin avisar previamente a sus compañeros y le reemplazó Greyson Nekrutman.

## Influencias

### Hard rockyheavy metal

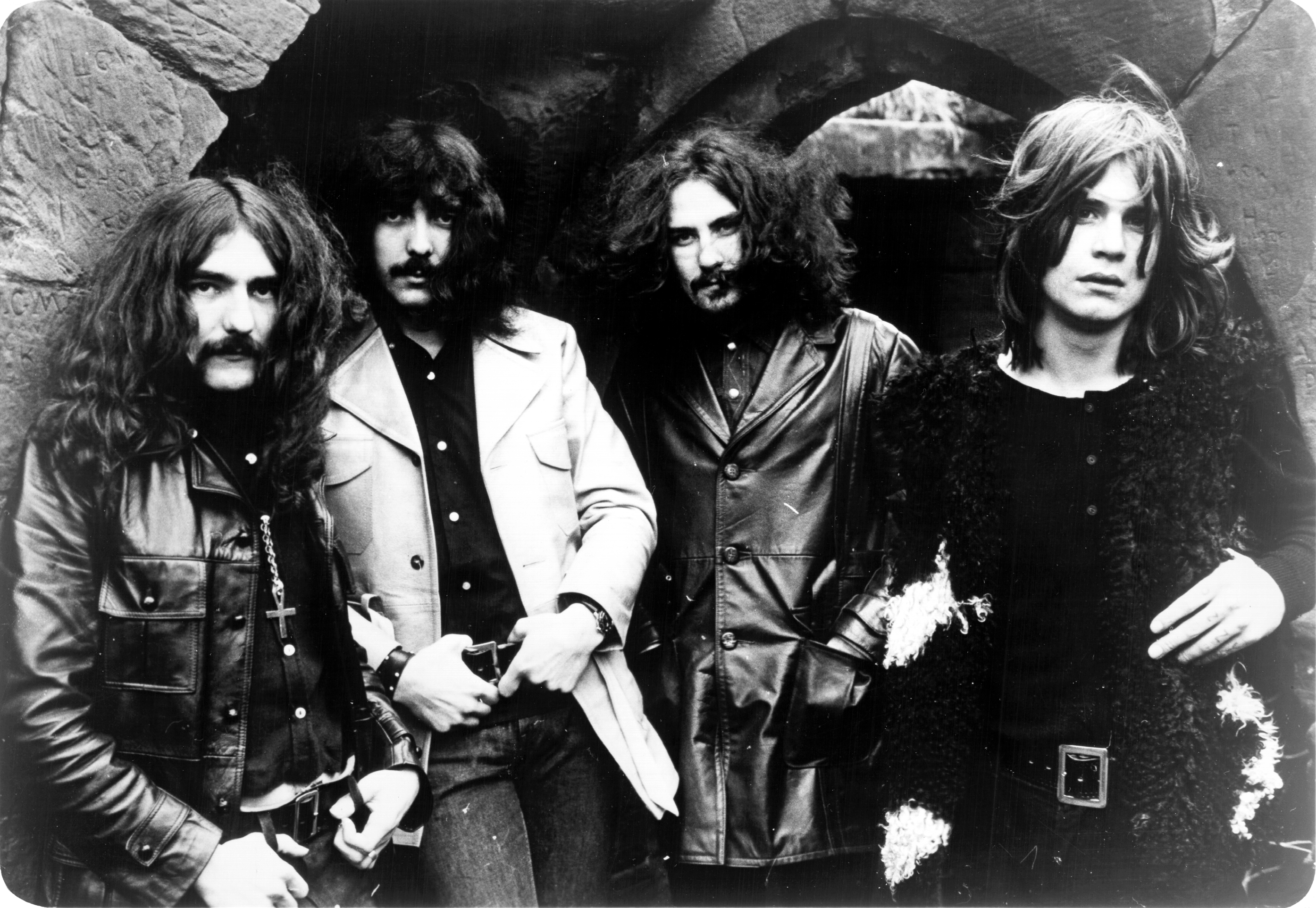
El cuarto álbum de Black Sabbath —en la imagen, la banda en 1970— sirvió de influencia para que Max Cavalera decidiera formar un grupo musical.

El deseo de tocar heavy metal nació del rechazo al pop y a la música tradicional brasileña que rodeaban a los hermanos Cavalera, que en su infancia eran alumnos de una escuela de samba. Durante su formación, el grupo decidió alejarse de estos estilos, del choro, de la bossa nova e incluso de lo que empezaba a ser calificado como rock brasileño. Esta negación de su pertenencia nacional a través de la música permitió a sus miembros reivindicar su individualidad, al igual que otros jóvenes brasileños que no se identificaban con la música popular brasileña o el rock brasileño. El guitarrista Andreas Kisser comentó sobre aquella etapa: «Escuchábamos heavy y black metal y pensábamos que todo lo que había en Brasil era una mierda. No nos gustaba la samba, no nos gustaba el rock brasileño».
Las influencias de la formación original, en especial de los hermanos Cavalera eran agrupaciones provenientes de la primera ola del heavy metal o del hard rock, de hecho, Max Cavalera declaró que formó Sepultura después de escuchar el álbum Vol. 4 de Black Sabbath, una de las bandas pioneras del metal. Además, a diferencia de otros conjuntos brasileños que elegían nombres en inglés, Sepultura optó por un apelativo en portugués que Max escogió de la canción de Motörhead «Dancing on your Grave» —en portugués: Dançando em sua sepultura—.
Aparte de Black Sabbath y Motörhead, los hermanos también estaban influenciados por Deep Purple y Led Zeppelin, así como por la mayoría de bandas populares de hard rock y heavy metal de finales de la década de 1980 como Van Halen, Judas Priest, Ozzy Osbourne, AC/DC y Iron Maiden. Max e Igor solían visitar con frecuencia una tienda de discos en São Paulo en donde compraron sus primeros discos de Iron Maiden, Slayer y Metallica. Sin embargo, en un país que acababa de salir de una dictadura militar, los álbumes de heavy metal y el punk rock eran considerados como «socialmente inaceptable», ya que representaban una incitación a la rebelión y a la oposición a la religión, un motivo por el cual, los integrantes del grupo tuvieron dificultades para expresar su interés por esta música. Kisser destacó además a sus agrupaciones más importantes, Queen y Kiss: «Queen vino a Brasil en 1981, pero mi madre no me dejó ir porque era demasiado joven. Entonces Kiss llegó en 1983 y ese sería mi primer concierto. Poder verles en directo durante su gira Creatures of the Night Tour fue una locura, eso cambió mi vida. ¡Por eso estoy aquí! Ver eso, en mi ciudad, en el estadio de mi equipo de fútbol. Lo cambió todo».

### Venom y elthrash metal

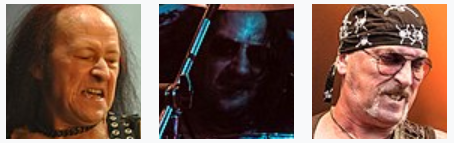
Venom fue una de las principales influencias de Sepultura.

Los gustos de los integrantes de Sepultura cambiaron tras el descubrimiento del trío británico Venom y su influencia puede apreciarse de manera significativa en su primer EP, Bestial Devastation, en el que la voz está orientada hacia los gritos y las guitarras hacia la distorsión. Igor Cavalera declararía más tarde: «Recuerdo el día que escuché a Venom por primera vez en una cinta que me había prestado un amigo. Era muy parecido a Motörhead, pero un poco más violento. Una vez que descubrimos los demás trabajos de Venom dejamos de escuchar a Iron Maiden y a otras bandas ligeras».
Los hermanos Cavalera posteriormente mostraron su interés también en Metallica, Kreator, Sodom, Megadeth, Slayer, Exodus, Possessed y Exciter, y sus ritmos violentos y frenéticos pueden apreciarse en Bestial Devastation y en su primer álbum, Morbid Visions. También destaca en este último el sonido característico del death metal; batería omnipresente, voces guturales y estribillos repetitivos. Por su parte, Andreas Kisser, que ingresó tras el lanzamiento de este disco, tenía como influencia a Anthrax, Metallica, Slayer y Megadeth.

## Estilo musical

### Sonido inicial:Blackydeath metal
Al negar la influencia de la música brasileña, tradicional y contemporánea, los miembros de Sepultura buscaban internacionalizar su música y emular a los principales grupos de la escena del heavy metal. Sus dos primeros trabajos, Bestial Devastation (1985) y Morbid Visions (1986), guardan similitudes con los de las bandas estadounidenses de death metal, pero con reminiscencias de black metal. En ambos discos se aprecian elementos recurrentes de estos dos subgéneros de heavy metal: Uso de gritos amplificados, letras ininteligibles, tempos extremadamente rápidos, reiterados golpes de platillos, ausencia de estribillo y repetición del ritmo. Del mismo modo, Sepultura utilizó en estos dos trabajos una gran distorsión de guitarra y rompió la armonía diatónica propia del blues con el fin de crear un sonido más oscuro.

### Evolución athrash metal

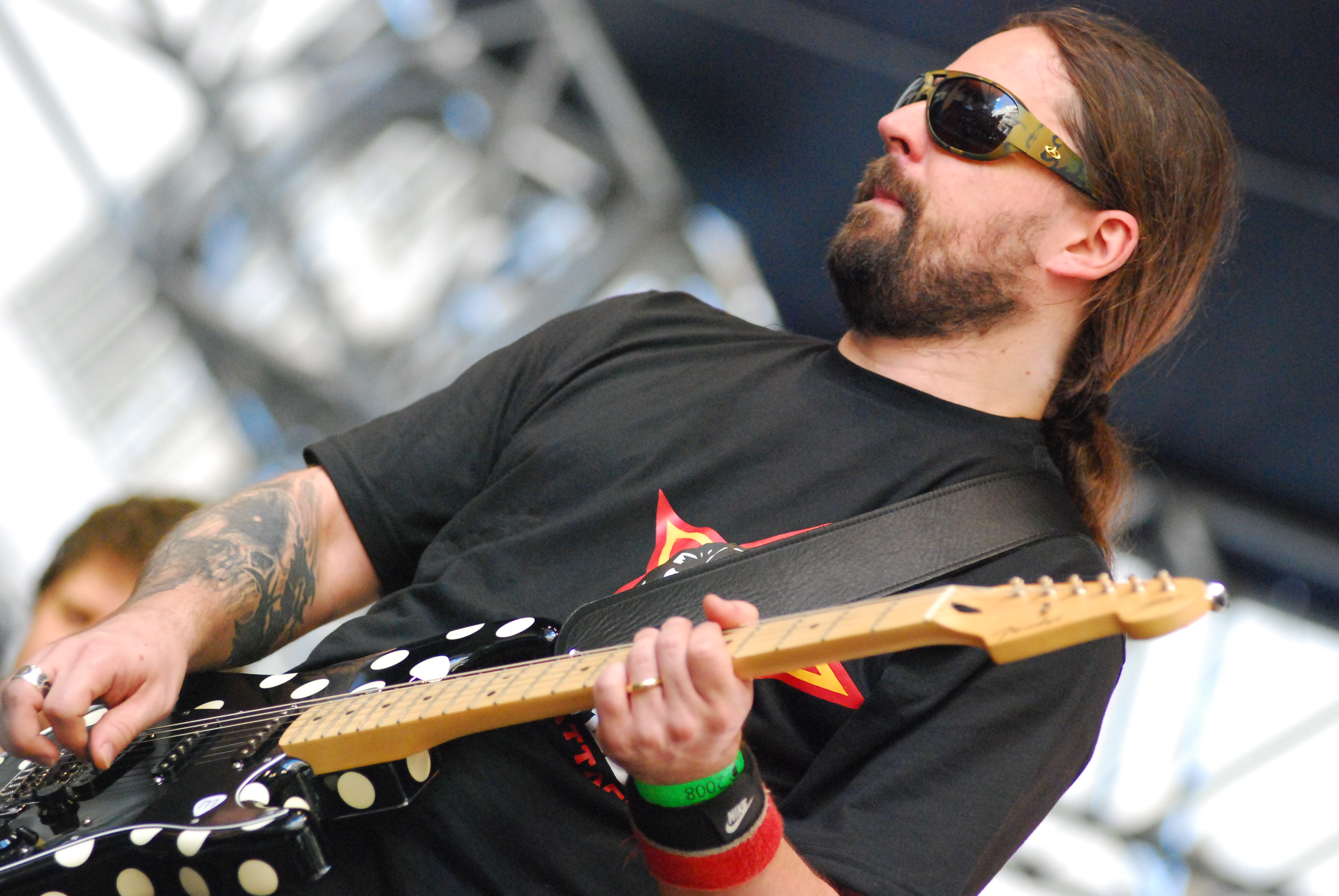
La llegada de Andreas Kisser proporcionó al grupo más técnica y experiencia.

En su siguiente álbum, Schizophrenia (1987), destaca la evolución musical en las pistas de guitarra debido a la llegada de Andreas Kisser, un músico más técnico y con más experiencia, que trajo consigo melodías más complejas y solos más elaborados, aunque manteniendo un sonido cercano al death metal. El ritmo del disco es más rápido y las canciones más estructuradas que las de su antecesor, con un acercamiento al thrash metal. y con una mejora significativa de la técnica de los músicos, lo que les permitió utilizar staccato para conseguir así un sonido melódico y a la vez agresivo, como en la canción «To the Wall». La distorsión de las guitarras de Kisser y Max Cavalera es llevada a la extremidad, mientras que la batería de Igor Cavalera, interpretada velozmente, cubre parcialmente a los demás instrumentos y desdibuja el sonido de la guitarra.
Por su parte, los temas de Beneath the Remains (1989) se orientan hacia un thrash más oscuro y brutal, y entre las pistas incluidas, destacan «Mass Hypnosis» o «Slaves of Pain» que demuestran el virtuosismo de Kisser con la guitarra y de Igor con el doble pedal del bombo. Este trabajo guarda similitudes con los de otras bandas del género como Sodom o Kreator. Sepultura continuó su evolución musical con Arise (1991), en el que algunas de sus canciones permanecen fieles a su sonido thrash, mientras que otras contienen riffs de guitarra acústica o en el caso de «Escape to the Void», un sample de la banda sonora de Psicosis, compuesta por Bernard Herrmann.

### Cruce de géneros

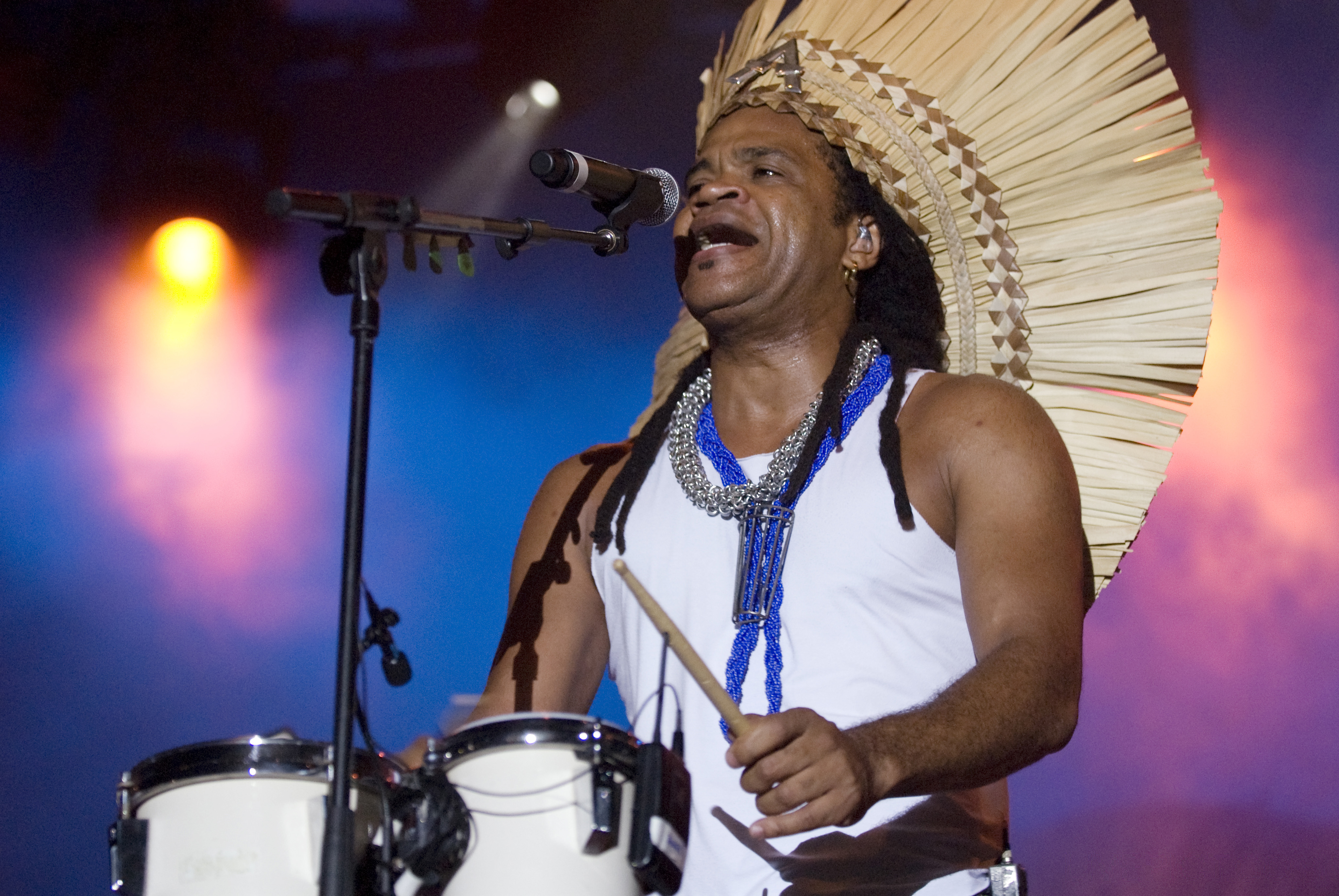
Carlinhos Brown contribuyó de manera significativa en Roots.

En Chaos A.D. (1993), el grupo suprimió algunos elementos del thrash y del death de sus primeros trabajos en beneficio del hardcore punk y el metal industrial, además cuenta con la participación de Jello Biafra, líder de Dead Kennedys —uno de los principales conjuntos del género punk— como vocalista en el tema «Biotech is Godzilla». Por su parte, Igor Cavalera proporciona con su batería cambios de ritmo inesperados propios del punk y una combinación de sonidos tradicionales brasileños como en la pista «Kaiowas», además, «Territory» incluye el primer solo del percusionista en su carrera con la banda. Andreas Kisser declaró que la influencia de Ministry —agrupación emblema del metal industrial— fue determinante en este disco.
La evolución musical de Sepultura hacia el hardcore continuó con su siguiente álbum, Roots (1996) y si en sus trabajos anteriores el conjunto trataba de negar cualquier herencia de la música brasileña, aquí el estilo es una mezcla entre la música tradicional de su país y el thrash metal. Como novedad, aparecen pasajes de percusión grabados por Carlinhos Brown, birimbaos y hasta sonidos tribales interpretados por una tribu de indígenas Xavantes en temas como «Itsari», «Born Stubborn» o «Procreation (of the Wicked)». En ese momento, el legado de la música brasileña es asumido y reclamado por el grupo y según Kisser: «Esto es para mostrar a todo el mundo lo mejor de Brasil; los colores, la música y la cultura de los indígenas y la influencia africana, especialmente en la percusión».
Con Against (1998), el primer álbum con Derrick Green, Sepultura se decidió por un metalcore y un nu metal de tendencia étnica, inspirado por el punk hardcore, el funk e incluso el rap. El disco mantiene aportes de música tradicional, esta vez gracias a la agrupación de percusionistas de taiko Kodō en la canción «Kamaitachi» y la inclusión de flautas y violines. Según el crítico Steve Huey, el grupo perdió la parte experimental de su anterior disco y que lucha por encontrar un estilo cercano al thrash metal, a pesar de contar con la colaboración de Jason Newsted, bajista de Metallica, en el tema «Hatred Aside».
Su siguiente álbum, Nation (2001), cuyas letras se orientan hacia la política, abarca un sonido más punk, de nuevo gracias a la colaboración de Jello Biafra, además este trabajo finaliza con la pieza instrumental «Valtio», interpretada junto al grupo de violonchelistas Apocalyptica.

### Regreso althrash metal

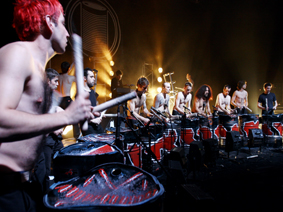
Les Tambours du Bronx participó en la grabación de Kairos.

Revolusongs (2003), un EP de versiones de otros artistas, permitió a Sepultura interpretar otros géneros —como el rap en su versión de un tema de Public Enemy—. Roorback (2003), su álbum más hardcore, continuó esta progresión hacia el sonido thrash fusionado con punk, mientras que Dante XXI (2006) y A-Lex (2009) son dos discos conceptuales que siguieron en la línea del thrash metal con furiosos y poderosos gritos interpretados por Green.
Kairos (2011), demuestra una mayor ambición por el thrash de la «vieja escuela» según Kisser y su grabación fue realizada en directo con los instrumentos propios de una banda de metal —guitarra, voz, bajo y batería— y con la colaboración de los percusionistas del grupo Les Tambours du Bronx en la canción «Structure Violence (Azzes)». Por su parte, The Mediator Between Head and Hands Must Be the Heart (2013) muestra una mayor velocidad que su antecesor y un tempo más salvaje. En Machine Messiah, Sepultura vuelve a abordar el thrash y el hardcore de su antecesor e incorpora además un conjunto de violinistas y una versión de la canción de la serie japonesa Ultra Seven. Quadra se divide, en palabras de Kisser, en cuatro partes; la primera orientada hacia el thrash metal de sus orígenes, la segunda inspirada por el sonido de Roots, la tercera encaminada hacia la pista acústica instrumental «Iceberg Dances» de Machine Messiah y la cuarta, con un sonido más melódico y tranquilo culminado con la participación de la vocalista Emmily Barreto.

## Temática

### Temas recurrentes
Desde Bestial Devastation a Quadra, Sepultura ha utilizado distintos temas en las letras de sus canciones, aunque los principales han sido la muerte, el satanismo, lo paranormal, la guerra, la paranoia, la violencia y la destrucción. Originalmente, Max Cavalera traducía del inglés al portugués las canciones de sus bandas de heavy metal favoritas, sin embargo, al no dominar el idioma, el vocalista realizó varias traducciones erróneas, además el fuerte acento portugués de Max marcó a los primeros trabajos de la banda. La temática sobre la muerte, presente en «Necromancer», «Funeral Rites» o «R.I.P : Rest In Pain»; así como la temática sobre la guerra, en pistas como «War», «Troops of Doom» o «Warriors of Death», son de los más frecuentes en sus primeras obras, mientras que otras canciones muestran puntos de vista blasfemos, como «Crucifixion». De esta manera, el conjunto fue objeto de desprecio por parte de la sociedad brasileña, predominantemente católica. En los años siguientes, el grupo mantuvo sus temas favoritos, especialmente la guerra e incluyó otros nuevos como la violencia y la opresión, asimismo algunas canciones tienen letras denunciatorias como «Manifest», que trata sobre la masacre de Carandiru. Las imágenes de las portadas guardan relación con la música y las letras, y en ellas se hace uso de una estética monstruosa y representaciones de pesadillas, como por ejemplo la de Beneath the Remains, que muestra un cráneo rojo sobre un fondo negro.

### Temática política
Sepultura también ha abordado en sus álbumes cuestiones políticas, algo novedoso en Brasil, una nación que acababa de salir de una dictadura militar de dos décadas y en sus primeros trabajos, canciones como «Anticop» o «C.I.U: Criminals In Uniform» reflejan un rechazo a la jerarquía establecida y un fuerte sentimiento contra las fuerzas del orden. Este compromiso con la rebelión llevó a que las personalidades conservadoras lo consideraran como una incitación a la violencia.
Chaos A.D. fue el disco que marcó una evolución hacia el metalcore con unas letras más reivindicativas, sociales y denunciatorias, especialmente en relación con Brasil. Max Cavalera, consciente del peligro que ello conllevaba, declaró en 1991: «Sepultura abrió los ojos a la gente a través de sus letras, pero es peligroso hacer eso en Brasil, porque si a la gente no le gusta lo que dices te van a matar». En el tema «Murder», incluido en el álbum Arise, el grupo hace un retrato de la violencia, el racismo, la represión policial y de la inhumanidad de las detenciones en la sociedad brasileña. Por su parte, el vídeo musical de «Territory» muestra imágenes de enfrentamientos ciudadanos en Palestina, Irlanda del Norte y Brasil, y la canción «Kaiowas» está dedicada a una tribu de amerindios que se suicidaron en masa como protesta por la expropiación de sus tierras.
Nation y Roorback fueron la culminación del compromiso político de la banda y en los cuales puede apreciarse cierta ideología de izquierdas en la línea de los grupos de hardcore punk. Estos dos trabajos abarcan en sus letras temas como la corrupción, la lucha política, el pacifismo y la no violencia, además en el libreto de Nation aparecen citas de la Madre Teresa de Calcuta, Albert Einstein y Gandhi.

### Trabajos conceptuales

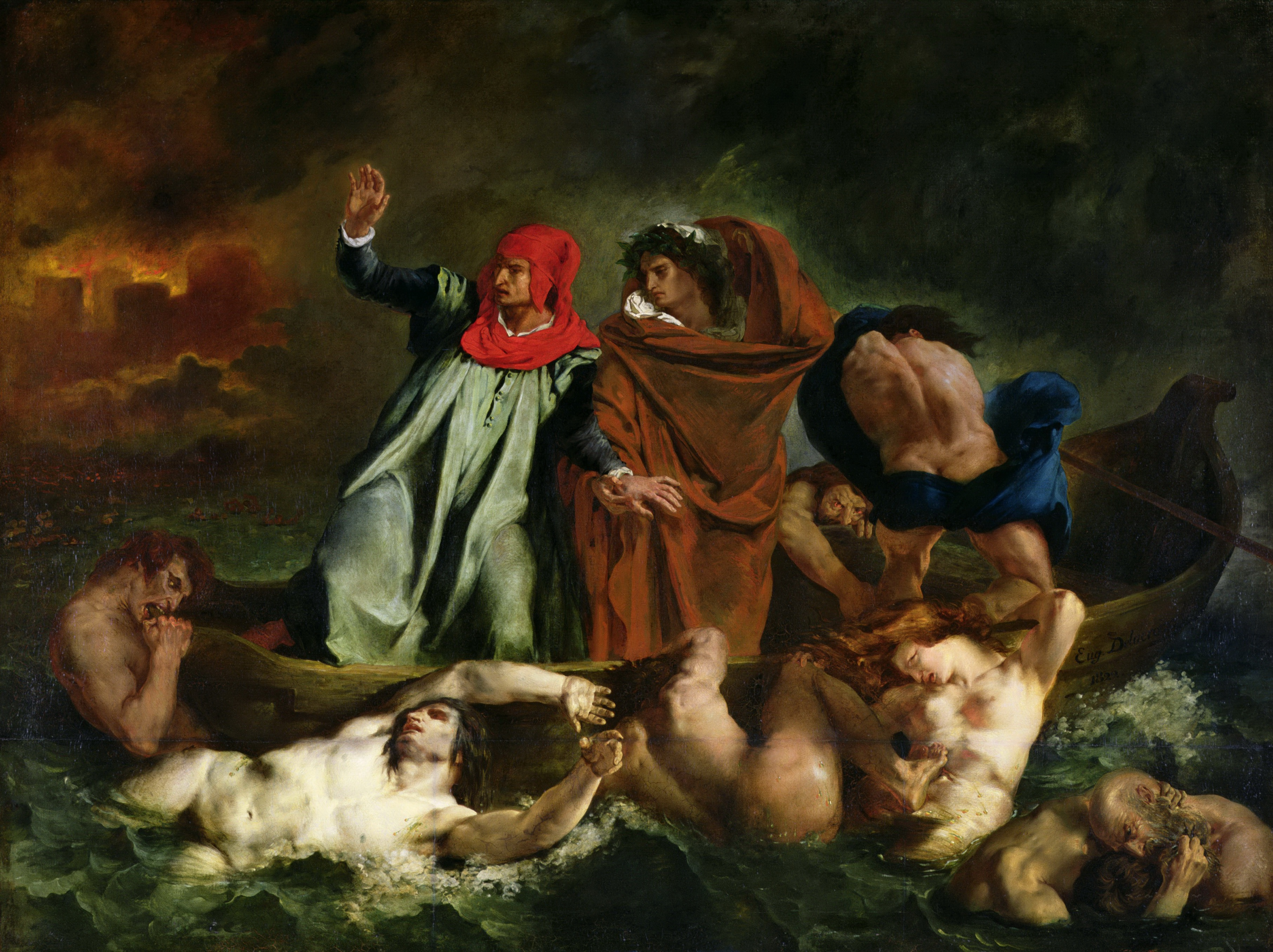
La divina comedia sirvió como concepto del álbum Dante XXI.

Su siguiente álbum de estudio, Dante XXI, fue una obra conceptual sobre el libro de Dante Alighieri La divina comedia, mientras que en su sucesor, A-Lex, el conjunto tomó como inspiración la novela de Anthony Burgess La naranja mecánica y su adaptación cinematográfica a cargo de Stanley Kubrick. Kairos tiene como concepto el tiempo, de hecho su título procede de un término griego que alude a un periodo de tiempo en el cual algo especial sucede, mientras que las letras de The Mediator Between Head and Hands Must Be the Heart están parcialmente influenciadas por la película muda Metrópolis de Fritz Lang. En Machine Messiah, Sepultura «explora la devoción religiosa de la sociedad al avance tecnológico con la idea de un Dios salvador que regresa, convertido en cyborg, para salvar a la humanidad». Por su parte, para el álbum Quadra, Andreas Kisser tomó inspiración del libro Quadrivium, que en sus propias palabras trata «sobre las cuatro artes liberales, que son la cosmología, la música, la geometría y las matemáticas. El número cuatro, de acuerdo con Quadrivium, es el número de manifestaciones donde todo sucede».

## Recepción

### Periodo con Max Cavalera
En sus inicios, el grupo apenas pudo destacar con su heavy metal en un país donde la música popular brasileña era el género musical de moda desde mediados de la década de 1960. Por ese motivo, además de por su limitada distribución, sus dos primeras obras, Bestial Devastation y Morbid Visions, no llamaron la atención de los críticos. Sin embargo, las pocas reseñas no fueron positivas y criticaron la banalidad de los riffs, la falta de originalidad en sus letras y el carácter involuntariamente cómico de la voz de Max Cavalera. Posteriormente, ambos discos recibieron buenas críticas y el analista Garry Sharpe-Young señaló que el EP era prometedor: «El gruñido de apertura de “The Curse” habría tenido notoriedad si la banda se hubiera formado en Escandinavia o en el resto de Europa. Con una crudeza infernal, dictada por su juventud y falta de experiencia, Bestial Devastation ofrece un death metal primitivo y sin duda, uno de los primeros ejemplos de la hoy célebre técnica de blast beat en el tema “Antichrist”. A pesar de las restricciones de estudio, la reverberación de la voz gutural de Max Cavalera y la guitarra completamente desafinada, Bestial Devastation ha envejecido bien».
Schizophrenia recibió los elogios de la prensa especializada brasileña y está considerado el álbum que forjó su estilo thrash con un sonido más denso y grave y una voz particularmente estridente. Eduardo Rivadavia del sitio web Allmusic le concedió una puntuación de 4 sobre 5 y lo calificó como «un increíble salto creativo». No obstante, fue con Beneath the Remains que el conjunto conoció su primer éxito de crítica por parte de importantes medios especializados contemporáneos. La revista Decibel lo posicionó en su salón de la fama y señaló que los temas del álbum «fueron producto de la voluntad de extender su salvaje híbrido de thrash-death más allá de las fronteras de la ciudad y el país al que llamaban hogar».
Arise es a menudo considerado el disco en el que Sepultura llegó a su apogeo en cuanto a técnica y composición. A pesar de la censura del vídeo musical del tema «Dead Embryonic Cells», tuvo una buena recepción crítica y comercial, pues alcanzó la posición 119 del Billboard 200 y vendió más de un millón de copias, algo poco común para un disco de una agrupación de heavy metal no estadounidense. Chaos A.D., que llegó al puesto 32 de la lista estadounidense y logró una certificación de disco de oro de la Recording Industry Association of America, superó el éxito de Arise y el crítico Steve Huey de Allmusic lo puntuó con un 4'5 sobre 5 y lo calificó como «uno de los mejores álbumes de heavy metal de todos los tiempos». Roots continuó la racha de buenas críticas y alcanzó la vigésimo séptima posición del Billboard 200 —el mejor puesto en la carrera de la banda— además de conseguir un disco de oro otorgado por la RIAA. Huey lo puntuó en Allmusic con un 4'5 sobre 5 y en su opinión «consolidó el status de Sepultura como quizás la más distintiva y original banda de heavy metal de la década de 1990».

### Etapa con Derrick Green

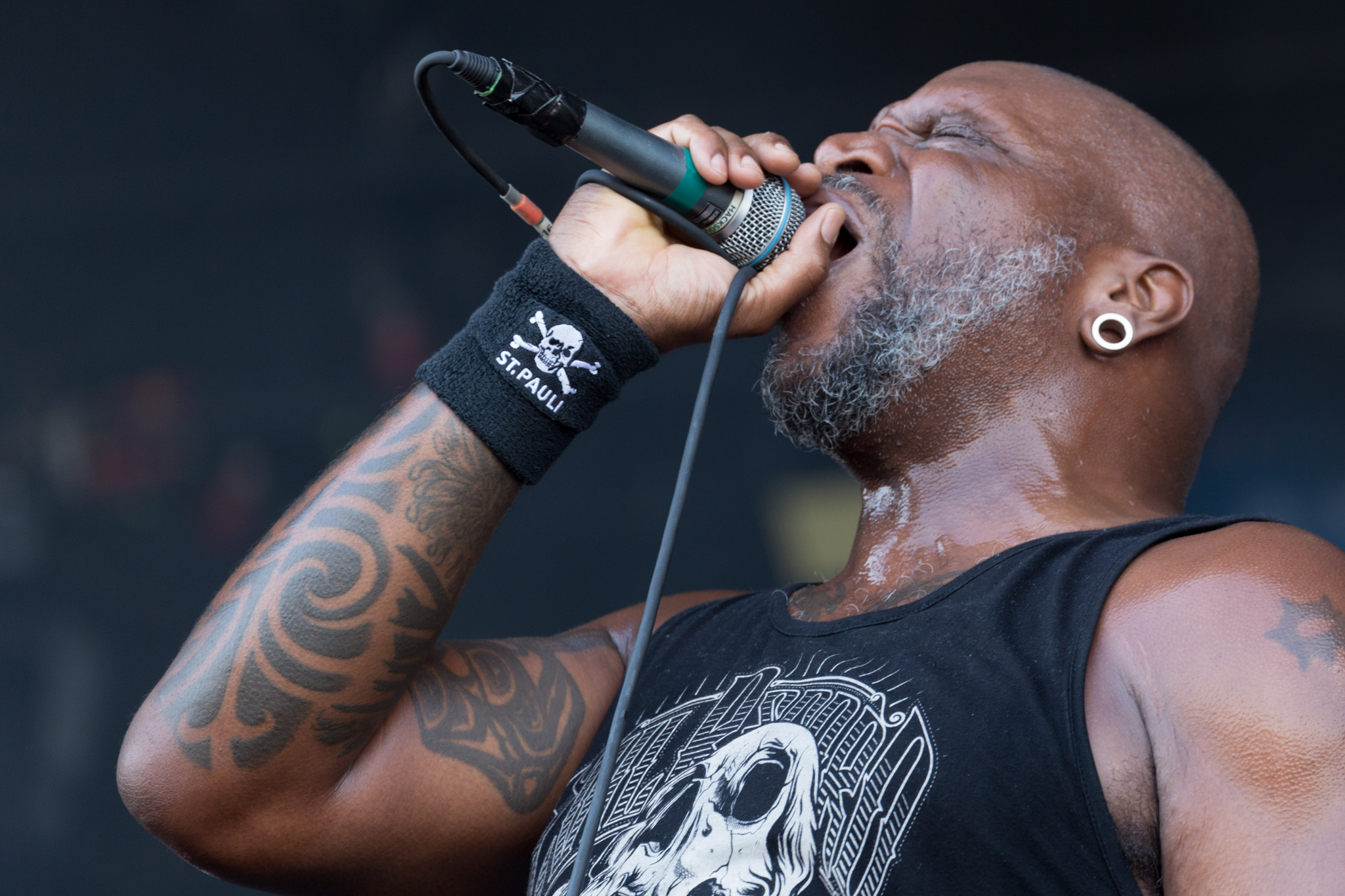
Los álbumes grabados con Derrick Green —en la imagen el vocalista actuando en Alemania en 2014— dividieron a la crítica y únicamente los dos primeros se posicionaron en el Billboard 200.

Los álbumes publicados tras la llegada de Derrick Green recibieron reseñas variadas y alcanzaron peores posiciones en las listas que los últimos tres trabajos grabados con Max Cavalera. Against alcanzó el puesto 82 del Billboard 200, pero obtuvo principalmente críticas negativas. El crítico Steve Huey destacó que «el problema es que parece carecer de una visión o una dirección clara», aunque señaló que el disco «es mucho mejor de lo que cabría esperar y hay suficientes destellos del antiguo brillo de Sepultura». Por su parte, Nation únicamente llegó a la posición 134 de la lista estadounidense, aunque tuvo una recepción crítica mejor que la de su antecesor. Don Kaye de Blabbermouth remarcó que «Sepultura suena más como una banda que en Against» y escribió que «el estilo vocal y las líneas melódicas de Green desempeñan un papel integral en la composición». Roorback fue el primer álbum del conjunto en no posicionarse en el Billboard 200 desde Beneath the Remains y recibió tanto buenas como pésimas reseñas. Adrien Begrand de Popmatters lo calificó como «su más consistente y energético trabajo desde Roots» y señaló que los integrantes del grupo «demuestran que son más que capaces de proporcionar algunos momentos emocionantes». Por su parte, Don Kaye comentó que «desde la apertura de “Come Back Alive” a la outro, Roorback es la prueba concluyente de que Sepultura han perdido gran parte de su fuego».
Las críticas de Dante XXI y A-Lex siguieron en la línea de sus tres antecesores. El crítico Greg Prato calificó al primero como «fácilmente uno de los lanzamiento más poderosos del conjunto con Green», mientras que Alex Henderson señaló que «los cambios de formación pueden tender un efecto muy negativo en una banda, pero Sepultura ha mantenido la vitalidad todos estos años y esa vitalidad está viva en el magnífico A-Lex». Kairos dividió a la crítica y cosechó tanto buenas reseñas como mediocres. Jason Heller de The A.V. Club comentó que a diferencia de su antecesor, «Kairos es solo un montón de canciones» y añadió que «la carne del disco es dura e insípida y ensartada por un repertorio de exhaustos riffs de Andreas Kisser», mientras que Dan Marsicano de About escribió que el álbum «es una celebración de todo lo que ha hecho el grupo en su carrera de 25 años. Es casi como una colección de grandes éxitos, donde hay algo para los aficionados de todas las épocas de Sepultura». Por su parte, The Mediator Between Head and Hands Must Be the Heart tuvo una mejor recepción crítica. Ray Van Horn de Blabbermouth señaló que lo mejor es que «suena adecuadamente como un álbum de Sepultura» y remarcó que «los riffs de Kisser son de confianza, como siempre». Machine Messiah y Quadra recibieron buenas reseñas y Thom Jurek de Allmusic consideró al primero como «ambicioso, furioso y hambriento» y al segundo como su primer trabajo «que se semeja en igualdad cualitativa a la trilogía clásica».

## Legado
Los álbumes de Sepultura han ejercido como influencia de varios grupos posteriores, en concreto con los discos Chaos A.D. y Roots, que sintetizaban thrash metal con ritmos tribales y que sirvieron como referencia de bandas de metal alternativo como Slipknot, Godsmack, System of a Down, Gojira, Between the Buried and Me, Vein, Code Orange, Toxic Holocaust y Nails. Además, entre los conjuntos que han versionado algunos de sus temas se encuentran Napalm Death, Aborted, God Forbid, Apocalyptica, Kalmah, Children of Bodom, Trivium, Havok, Dimension Zero, Ratos de Porão, Krisiun, Hatebreed, entre otras. Por su parte, los integrantes de Radiohead declararon estar influenciados por el conjunto: «Vimos a Sepultura hace algunos años en un festival holandés y nos encantaba su sombría música brasileña con un poco de vudú. Tocaban con instrumentos de los bosques tropicales a base de palmas y habas. Era bastante inquietante». Gus G., guitarrista de Ozzy Osbourne y Firewind, señaló que «Sepultura fue realmente importante para introducir nuevos estilos al heavy metal, especialmente Roots. Si lo piensas bien, de ahí viene el nu metal. Escuché a Slipknot y Coal Chamber, todos están fuertemente influenciadas por los poderosos riffs de Andreas con ese tipo de ritmo. Puedes escuchar su influencia en tantas bandas, sin mencionar lo que Sepultura hizo respecto al tema de la percusión».
De acuerdo con la RIAA y la BPI, la agrupación ha conseguido dos discos de oro en los Estados Unidos y otros dos en el Reino Unido. Por otra parte, la banda ha vendido más de veinte millones de copias en todo el mundo hacia 2014.

## Miembros
Miembros actuales
- Paulo Jr. – bajo (1985-presente), coros (1993-presente)
- Andreas Kisser – guitarra líder (1986-presente), coros (1986-1997, 1997-presente), guitarra rítmica (1997, 2005-presente), voz (1997)
- Derrick Green – voz (1997-presente), percusión (2005-presente), guitarra rítmica (1997-2005)
- Greyson Nekrutman – batería (2024-presente)

Miembros anteriores
- Roberto Raffan – bajo (1984-1985)
- Wagner Lamounier – voz (1984-1985)
- Jairo Guedz – guitarra líder (1985-1986)
- Max Cavalera – guitarra rítmica (1984-1996), voz (1985-1996), guitarra líder (1984-1985), coros (1984-1985)
- Igor Cavalera – batería (1984-2006), percusión (1984-2005)
- Jean Dolabella – batería (2006-2011)
- Eloy Casagrande – batería (2011-2024)

## Premios y nominaciones
MTV Video Music Awards
| Año  | Trabajo nominado      | Categoría                     | Resultado | Ref.    |
| ---- | --------------------- | ----------------------------- | --------- | ------- |
| 1991 | «Orgasmatron»         | International Viewer's Choice | Ganador   | [ 32 ]  |
| 1992 | «Desperate Cry»       | International Viewer's Choice | Nominado  | [ 156 ] |
| 1994 | «Territory»           | International Viewer's Choice | Ganador   | [ 36 ]  |
| 1996 | «Roots Bloody Roots»  | International Viewer's Choice | Nominado  | [ 157 ] |
| 1997 | «Ratamahatta»         | International Viewer's Choice | Nominado  | [ 158 ] |
| 2003 | «Bullet the Blue Sky» | International Viewer's Choice | Nominado  | [ 159 ] |

MTV Video Music Brasil
| Año  | Trabajo nominado      | Categoría                 | Resultado | Ref.    |
| ---- | --------------------- | ------------------------- | --------- | ------- |
| 1996 | «Roots Bloody Roots»  | Mejor vídeo rock          | Nominado  | [ 157 ] |
| 1997 | «Ratamahatta»         | Mejor vídeo rock          | Ganador   | [ 160 ] |
| 2003 | «Bullet the Blue Sky» | Mejor vídeo rock          | Nominado  | [ 159 ] |
| 2003 | «Bullet the Blue Sky» | Mejor edición             | Nominado  | [ 159 ] |
| 2003 | «Bullet the Blue Sky» | Mejor fotografía          | Ganador   | [ 159 ] |
| 2003 | Sepultura.com         | Mejor sitio web           | Nominado  | [ 159 ] |
| 2004 | «Mindwar»             | Mejor vídeo rock          | Nominado  | [ 161 ] |
| 2004 | «Mindwar»             | Mejor edición             | Nominado  | [ 161 ] |
| 2004 | «Mindwar»             | Mejor fotografía          | Nominado  | [ 161 ] |
| 2006 | «Convicted In Life»   | Mejor dirección           | Ganador   | [ 162 ] |
| 2006 | «Convicted In Life»   | Mejor edición             | Ganador   | [ 162 ] |
| 2006 | «Convicted In Life»   | Mejor dirección artística | Nominado  | [ 163 ] |
| 2006 | «Convicted In Life»   | Mejor fotografía          | Nominado  | [ 163 ] |

Prêmio da Música Brasileira
| Año  | Trabajo nominado | Categoría                        | Resultado | Ref.    |
| ---- | ---------------- | -------------------------------- | --------- | ------- |
| 2003 | Revolusongs      | Mejor álbum en lengua extranjera | Nominado  | [ 164 ] |
| 2004 | Roorback         | Mejor álbum en lengua extranjera | Ganador   | [ 165 ] |
| 2007 | Dante XXI        | Mejor álbum en lengua extranjera | Nominado  | [ 166 ] |

Metal Hammer Golden Gods
| Año  | Nominado      | Categoría     | Resultado | Ref.    |
| ---- | ------------- | ------------- | --------- | ------- |
| 2006 | Igor Cavalera | Mejor batería | Nominado  | [ 167 ] |

## Discografía
Álbumes de estudio
| - 1986: Morbid Visions - 1987: Schizophrenia - 1989: Beneath the Remains - 1991: Arise - 1993: Chaos A.D. - 1996: Roots - 1998: Against - 2001: Nation | - 2003: Roorback - 2006: Dante XXI - 2009: A-Lex - 2011: Kairos - 2013: The Mediator Between Head and Hands Must Be the Heart - 2017: Machine Messiah - 2020: Quadra |